# Acanthophyllum bilobum
Acanthophyllum bilobum är en nejlikväxtart som beskrevs av H. Schiman-czeika. Acanthophyllum bilobum ingår i släktet Acanthophyllum och familjen nejlikväxter. Inga underarter finns listade i Catalogue of Life.